# Ditassa obovata
Ditassa obovata är en oleanderväxtart som först beskrevs av Herman Theodor Holm, och fick sitt nu gällande namn av G. Morillo. Ditassa obovata ingår i släktet Ditassa och familjen oleanderväxter. Inga underarter finns listade i Catalogue of Life.